# Bethlehemskirken (København)
|  | Der findes flere kirker med dette navn, se Bethlehemskirken |
Bethlehemskirken er en kirke i Nørrebro Provsti, Københavns Stift, beliggende på Åboulevard 8 i Københavns Kommune, tæt ved Peblinge Sø og Søpavillonen. Den er tegnet af arkitekten Kaare Klint og indviet i 1938.
Vi gør opmærksom på, at det offentlige stednavneregister staver kirkens navn forkert: "Betlehemskirken". Derfor er det også forkert i rejseplanen.

## Historie
Kaare Klint udførte kirken efter et forslag udarbejdet af hans far P.V. Jensen-Klint, der også tegnede Grundtvigskirken. Jensen-Klint døde i år 1930, inden kirken kunne opføres, og sønnen overtog hvervet under den forudsætning, at det oprindelige facademotiv blev bibeholdt. Det københavnske Kirkefond står som bygherre for kirken. Bethlehemskirken blev opført 1935-1937 og indviet den 13. februar 1938 af Københavns biskop.
Jensen-Klint har også tegnet det nærliggende menighedshus i Tømrergade 9, der blev indviet i 1931. Der er en Forbindelse gennem gården. Der har altid været en menighedsbørnehave på 2. sal, og fra 1942 til omkring år 2000 var der et menighedsfritidshjem på 1. sal. I dag er der præste- og menighedskontor på 1. sal, som blev renoveret i 2016.
En midlertidig kirke, indviet 1889, i baggården Blågårdsgade 40, blev overtaget af Evangelisk-Luthersk Mission, der fortsat bruger den. Den var den første kirke i byen, der blev oprettet af en privat forening, som senere indgik i Det københavnske Kirkefond.

## Kirkebygningen
Bethlehemskirkens facade er udført i røde mursten, og ligger i plan med nabobygningerne, som også er af røde mursten. Den falder derved ind i omgivelserne, på en måde som er usædvanlig for en kirkebygning. Facaden har et tvedelt, aftrappet gavlmotiv.
Stilen er gotisk og facaden minder en hel del om Grundtvigskirkens, der blev tegnet af samme arkitekt, i samme periode, dog i en mindre skala.
Kirken har 3 døre til gaden. Den midterste fører direkte ind i det 18 meter høje kirkerum, men primært bruges de to mindre døre, som er forsynet med små vindfang, til at tage træk og støj fra gaden. Der er ikke noget våbenhus. Kirkerummet er treskibet og ret kort. Til gengæld virker det meget højt. Overfladerne er holdt i gule mursten. Der er 200 stolepladser.
Bygningen er bygget over en asymmetrisk plan på grund af byggegrundens form, så det sydlige sideskib har to hvælvingsfag mod midterskibet, mens det nordre har fire. Over sideskibenes hvælv er murede pulpiturer. I det nordlige sideskib er der opsat et orgelpulpitur med et 17-stemmers orgel lavet af Marcussen & Søn. Alteret er af umalet træ, og bag det er et glat, messingklædt kors.

## Interiør
Kirkens interiør er designet af Kaare Klint, og er, bortset fra døbefonten, alt sammen udført i lyst træ (Oregon Pine), med et minimum af dekorationer. Kaare Klints kendte kirkestol i lys bøg med flettet sæde er designet 1936 til Grundtvigskirken, men også anvendt i Bethlehemskirken. Disse to er de første danske kirker, som havde stolerækker i stedet for bænke. Kilderne er uenige om, hvilken kirke, han tegnede den til, men den blev formentlig først anvendt i Bethlehemskirken, da Grundtvigskirken ikke var færdig før 1940.

### Alter
Alteret er forsynet med et ciborium ("tag"), inspireret af Fødselskirken i Bethlehem. Knæfaldet er ligesom de løse brudestole (står kun fremme ved vielser) betrukket med ufarvet skind.

### Prædikestol
Prædikestolens lydhimmel er dekoreret med en davidsstjerne. Henviser til Helligkors kirkes tårn. Bethlehemskirkens sogn blev udskilt 1918 fra Hellig kors kirke

### Døbefont
Døbefonten er udført af billedhugger Gunnar Hansen. Materialet er Faxe-kalk. Indskriften lyder: ”Konger og profeter mange længtes efter eders kaar”. (Grundtvig fra salmen "Øjne, I var lykkelige", DDS 164, vers 2.). Dåbskanden er forsynet med en delfin som håndtag på låget. Den symboliserer den opstandne Kristus. Den kristne dåb er med Jesu død og opstandelse.

### Orgel
Orglet er placeret til venstre for alteret, og optager en ret stor del af kirkerummet. Det er bygget af Marcussen & Søn, Aabenraa, og har 17 stemmer, 2 manualer og pedal. Det blev indviet sammen med kirken i 1938, og er blevet hovedrenoveret i 1992 af Marcussen.
| - Messetøj og inventar - Kirkens messetøj er designet og vævet af Elisabeth Hofman - Alter. Læsepult med antependium af Elisabeth Hofman - Prædikestol. - Pulpitur. - Døbefont |

## Gravminder
Der er ingen kirkegård ved kirken.

## Eksterne kilder og henvisninger
- Norman Svendsen, Erik (1990).  Norman Svendsen, Margit; Norman Svendsen, Erik (red.). Nyere Danske Kirker. Valby: Unitas Forlag. s. 20-21. ISBN 87-7517-255-0.

- Wikimedia Commons har flere filer relateret til Bethlehemskirken (København)
- Bethlehemskirken Arkiveret 31. januar 2011 hos  Wayback Machine hos nordenskirker.dk
- Bethlehemskirken hos KortTilKirken.dk
- Bethlehems sogn 100 år / Bethlehemskirken 80 år, udgivet af kirken 2018